# Kurt Lilien

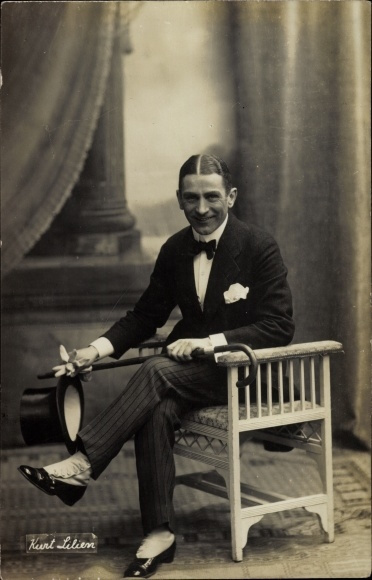

Kurt Lilien, nato Kurt Lilienthal (Berlino, 6 agosto 1882 – Campo di sterminio di Sobibór, 28 maggio 1943), è stato un attore tedesco di origine ebraica, vittima dell'Olocausto. 

## Biografia
Kurt Lilien nacque a Berlino, in Germania, da una famiglia ebrea. Come attore, era noto principalmente per il ruolo di Amadeus nella commedia Lumpenball, per quello di Scaramanzia nella pellicola Fra Diavolo di Mario Bonnard, e per quello di Moritz in Zwei Herzen und ein Schlag. Tra il 1919 e il 1933, apparve in ben 50 pellicole.
Nel 1933, a seguito dell'ascesa al potere del nazismo, Lilien fuggì nei Paesi Bassi, dove iniziò a lavorare assieme al connazionale Rudolf Nelson. Dopo l'invasione tedesca dei Paesi Bassi, fu arrestato e deportato, inizialmente nel campo di transito di Westerbork e poi, nel 1943, nel campo di sterminio di Sobibór, dove fu gassato poco dopo l'arrivo.

## Filmografia parziale
- Erdgift, regia di Paul Otto (1919)
- Wenn der junge Kaktus blüht, regia di Alexander Erdmann-Jesnitzer (1920)
- Maciste e la figlia del re dell'argento, regia di Luigi Romano Borgnetto (1922)
- Harry Hill, der Herr der Welt, regia di Lorenz Bätz (1923)
- Harry Hills Jagd auf den Tod. 1. Teil, regia di Lorenz Bätz, Willy Rath (1925)
- Harry Hills Jagd auf den Tod. 2. Teil, regia di Lorenz Bätz, Willy Rath (1925)
- Eine tolle Nacht, regia di Richard Oswald (1927)
- Die schönsten Beine von Berlin, regia di Willi Wolff (1927)
- Hokuspokus, regia di Gustav Ucicky (1930)
- Lumpenball, regia di Carl Heinz Wolff (1930)
- Die zärtlichen Verwandten, regia di Richard Oswald (1930)
- Nur Du, regia di Hermann Feiner, Willi Wolff (1930)
- Bockbierfest, regia di Carl Boese (1930)
- Dolly macht Karriere, regia di Anatole Litvak (1930)
- Flachsmann als Erzieher, regia di Carl Heinz Wolff (1930)
- Susanne macht Ordnung, regia di Eugen Thiele (1930)
- Kopfüber ins Glück, regia di Hans Steinhoff (1931)
- Anima di clown (Grock), regia di Carl Boese (1931)
- Fra Diavolo, regia di Mario Bonnard (1931)
- Jede Frau hat etwas, regia di Leo Mittler (1931)
- Gefahren der Liebe, regia di Eugen Thiele (1931)
- Wenn die Soldaten..., regia di Jacob Fleck e Luise Fleck (1931)
- Das Geheimnis der roten Katze, regia di Erich Schönfelder (1931)
- Mein Herz sehnt sich nach Liebe, regia di Eugen Thiele (1931)
- Die schwebende Jungfrau, regia di Carl Boese (1931)
- Der Herr Finanzdirektor, regia di Fritz Friedmann-Frederich (1931)
- Der verjüngte Adolar, regia di Georg Jacoby (1931)
- Wochenend im Paradies, regia di Robert Land (1931)
- Ich bleib bei Dir, regia di Johannes Meyer (1931)
- Einer Frau muß man alles verzeih'n, regia di Eugen Thiele (1931)
- Bobby geht los, regia di Harry Piel (1931)
- Mein Leopold, regia di Hans Steinhoff (1931)
- Fasse dich kurz, regia di Luis Domke (1932)
- Zwei Herzen und ein Schlag, regia di Wilhelm Thiele (1932)
- Skandal in der Parkstraße, regia di Franz Wenzler (1932)
- Gitta entdeckt ihr Herz, regia di Carl Froelich (1932)
- Jonny stiehlt Europa, regia di Harry Piel (1932)
- Strafsache von Geldern, regia di Willi Wolff (1932)
- Drei von der Kavallerie, regia di Carl Boese (1932)
- Liebe, Scherz und Ernst, regia di Franz Wenzler (1932)
- Spiriti burloni (Das Testament des Cornelius Gulden), regia di E.W. Emo (1932)
- L'Orloff  (Der Diamant des Zaren), regia di Max Neufeld (1932)
- Baby, regia di Carl Lamac (1932)
- ...und wer küßt mich?, regia di E.W. Emo (1933)
- Was Frauen träumen, regia di Géza von Bolváry (1933)
- Manolescu, der Fürst der Diebe, regia di Georg C. Klaren, Willi Wolff (1933)
- Saluti e baci (Gruß und Kuß - Veronika), regia di Carl Boese (1933)
- Die Nacht im Forsthaus, regia di Erich Engels (1933)
- Was gibt's Neues heut?, regia di Phil Jutzi (1933)
- Hugos Nachtarbeit, regia di Max Ehrlich (1933)